# Баннерная слепота
Ба́ннерная слепота́ — феномен в веб-юзабилити, при котором посетители веб-сайтов не замечают рекламные блоки (баннеры) или объекты, похожие на них.

## История
Термин баннерная слепота (англ. banner blindness) был впервые использован в 1998 году американскими авторами Jan Panero Benway и David M. Lane для описания результата, полученного в ходе тестирования юзабилити веб-сайтов: в ходе выполнения задания — найти информацию на веб-сайте — большинство субъектов тестирования сознательно или неосознанно игнорировали информацию, представленную в баннерах. Эффект не зависел от положения баннеров на странице. Результат исследования противоречил популярной на тот момент доктрине веб-дизайна, которая утверждала, что чем больше и красочнее элементы, чем больше анимации, — тем лучше пользователь их заметит.
Результаты другого эксперимента, проведённого Michelle Bayles, показали, что пользователи обычно замечают веб-баннеры. Это было доказано тестами со слежением за взглядом и другими способами. Эксперимент был сконцентрирован на том, как пользователи воспринимали отдельную веб-страницу, что они узнавали на ней и могли вспомнить впоследствии. Методология теста была оспорена заявлением, что подобные эксперименты имеют плохие результаты ввиду отсутствия реальных данных. В 2014 году очередной тест с отслеживанием движения глаз опроверг эти результаты и подтвердил существование баннерной слепоты.
Немецкие исследователи Magnus Pagendarm и Heike Schaumburg указали, что возможное объяснение феномену баннерной слепоты находится в том, как пользователи взаимодействуют с веб-сайтами. Пользователи склоняются либо к поиску конкретной информации или бесцельному просмотру одной страницы за другой. Так, пользователи создали отдельные когнитивные схемы для разных веб-ориентированных задач. Эта гипотеза также была предложена американским психологом Дональдом Норманом. При поиске конкретной информации на веб-сайте пользователи концентрируют внимание только на тех частях страницы, на которой они предполагают её найти, небольших текстах и ссылках. Большие, красочные или анимированные баннеры и другая графика остаются вне поля внимания.